# Fernando Guallar
Fernando Guallar (Córdoba, 7 de marzo de 1989) es un actor español conocido por su participación en las series Amar es para siempre (2016-2018), Velvet Colección (2017-2019),  Luis Miguel: la serie (2021) y su papel como actor principal junto a Aitana  en la película  de Netflix Pared con pared (2024).

## Biografía
Nació en Córdoba en 1989. Estudió Arquitectura en la  Escola Tècnica Superior d'Arquitectura de la Universitat Politècnica de València, completando sus estudios con éxito, aunque nunca ha ejercido la profesión. Se formó en interpretación, canto y voz entre Madrid y Nueva York en diferentes escuelas y cursos. Ha trabajado en numerosas ficciones españolas de forma episódica como en Aída, Sin identidad o La que se avecina. En 2017, tuvo un papel más destacado en la serie de Telecinco Perdóname, Señor. También tuvo un papel recurrente en la serie diaria de Antena 3 Amar es para siempre.
En 2016 se incorporó al elenco principal de la serie de Movistar+ Velvet Colección, donde interpretó a Sergio Godó. En 2019 participó en su primer largometraje de la mano de Patricia Font en la película Gente que viene y bah, junto a Clara Lago o Álex García. En 2020 protagonizó la película Explota Explota, junto a Ingrid García Jonsson, por la que es nominado a Mejor Interpretación Masculina en los Premios del Cine Andaluz ASECAN. Ese mismo año participa en la serie Patria, de HBO España.
También ha trabajado en cortometrajes como MINECRAFT –que le valió el galardón al mejor actor internacional en el Flagler Film Festival de Florida y la nominación al mejor actor en el Festival de Piélagos– de Inés Pintor y Pablo Santidrián. En teatro, se ha puesto a las órdenes de Fernando Soto en la obra Dining Room.
En 2021 se incorporó, como personaje principal, en la segunda temporada de la serie de Netflix Luis Miguel: la serie, donde interpreta a Mauricio Ambrosi. La serie fue renovada por una tercera y última temporada. Además, comenzó a rodar la comedia romántica El juego de las llaves, dirigida por Vicente Villanueva, que se basa en la serie homónima de Amazon Prime Video.

## Filmografía

### Cine
| Año  | Título                 | Personaje             | Notas        |
| ---- | ---------------------- | --------------------- | ------------ |
| 2016 | Postcards              | Hombre                | Cortometraje |
| 2019 | Gente que viene y bah  | Víctor                |              |
| 2020 | Explota Explota        | Pablo Cuesta          |              |
| 2022 | El juego de las llaves | Sergio Morales Paniza |              |
| 2023 | La ternura             | Leñador Verdemar      |              |
| 2024 | Pared con pared        | David                 |              |
| 2024 | Valenciana             | Ricardo               |              |

### Televisión
| Año       | Título                | Personaje              | Notas                                  |
| --------- | --------------------- | ---------------------- | -------------------------------------- |
| 2012      | Aída                  | Extra                  | 1 episodio                             |
| 2015      | Sin identidad         | Oficial de Policía     | 1 episodio                             |
| 2015      | La que se avecina     | Chico baño             | 1 episodio                             |
| 2015      | Carlos, rey emperador | Guarda Real            | 1 episodio                             |
| 2016–2018 | Amar es para siempre  | Gonzalo Inchausti Saiz | Elenco recurrente; 228 episodios       |
| 2017      | Perdóname, Señor      | Sam                    | Elenco recurrente; 4 episodios         |
| 2017–2019 | Velvet Colección      | Sergio Godó Rey        | Elenco principal; 21 episodios         |
| 2020      | Patria                | Quique                 | Episodio: «Pan ensangrentado»          |
| 2021      | Luis Miguel: la serie | Mauricio Ambrosi       | Elenco principal (T2-T3); 14 episodios |
| 2024      | Reina Roja            | Tomás                  | Elenco recurrente; 3 episodios         |
| 2024      | Segunda muerte        | Rodrigo Seitén         | 2 episodios                            |

## Premios
- 2016: Premio a mejor actor internacional en el Flagler Film Festival de Florida
- 2016: Nominado a mejor actor en el Festival de Piélagos en Corto, Cantabria.
- 2020: Nominado a mejor interpretación masculina en los Premios del Cine Andaluz (ASECAN).